# Libres (Puebla)
La Ciudad de Libres es una población del estado mexicano de Puebla, que es cabecera del municipio del mismo nombre. Ha recibido a lo largo de la historia los nombres de «Hueytlalli», «San Juan de los Llanos», «Villa de los Libres» y el actual nombre de «Ciudad de Libres». Ciudad de Libres está a 2380 metros de altitud.

## Historia
Antes de la conquista de México, la región donde se localiza la actual ciudad de Libres era conocida con el nombre de Hueytlalli. Este nombre proviene del náhuatl huey, que significa «grande», y tlalli que significa «tierra». Es decir, el significado es «tierra grande» aunque bien podría ser «tierra de grandes». Esta zona estaba habitada por pueblos otomíes y nahuas.
En el año de 1555  regresan los documentos firmados por la corona Española donde se autoriza la fundación de San Juan de los Llanos. Durante la colonia, esta población fue adquiriendo importancia debido a su posición geográfica como resguardo de los comerciantes de oro y plata que se dirigían hacia España.
Después de la independencia de México, el pueblo pasó a formar parte del Estado de Puebla, en 1824. El 9 de febrero de 1860 el pueblo recibió el nombre de Villa de los Libres, debido a la ocupación de las fuerzas liberales tres años antes por el General Miguel Castulo de Alatriste En 1894 fue constituido como municipio libre.
El 22 de noviembre de 1989 recibió la categoría de ciudad, por lo que a partir de entonces cambió su nombre a Ciudad de Libres.

## Cultura
Un monumento histórico importante del municipio es el templo de San Juan Bautista de los Llanos, ubicado en la cabecera municipal. Este templo, de estilo barroco, data del siglo XVIII, aunque no se tiene la fecha exacta de su edificación. En el interior del mismo se encuentra un retablo de estilo barroco elaborado con madera de ciprés. Por una nota que escribió el Sr. cura D. Ambrosio sabemos que el 9 de abril de 1876 el general Villagran atacó la plaza defendida por el coronel Rafael Zarre, entrando causando la muerte de muchos. Se cuenta que incendió la puerta principal los 4 altares, la fundición del órgano, y la calcinación de la bóveda del coro y de uno de los arcos. Los espacios se llenaron con 4 altares de estilo románico el tercer altar está dedicado a la Virgen de Guadalupe decorado con hoja de oro.
Festividades populares :
La feria al santo patrono San Juan se celebra el 24 de junio,
Los barrios anexos también tienen sus festividades, las cuales dependen del Santo que se venere en cada capilla.
Debido al predominio de la religión católica, desde hace 5 años en Semana Santa un grupo de fieles escenifican el vía crucis.
La celebración de la Virgen de Guadalupe el 12 de diciembre es un evento muy tradicional, un gran número de librenses devotos participan en las famosas antorchas a la basílica de Guadalupe, en la Ciudad de México.
Finalmente las típicas posadas que se efectúan del 16 al 24 de diciembre donde las personas regalan ponche, aguinaldos, piñatas, a lo largo de las calles.
En la comunidad de Rancho Viejo, a 12 kilómetros de la cabecera, hay unas pinturas rupestres que datan aproximadamente del año 12000 a. C.

## Escudo
El escudo lleva el nombre original "Libres" y en la parte de arriba un juego de pelota, con sus dos aros a cada extremo.